# Basili Mesardonita
Basili Argir Mesardonita va ser catepà d'Itàlia, açò és, el representant de l'Imperi Romà d'Orient en el tema d'Itàlia, de 1010 a 1016 (o 1017).
Va ser el successor del catepà Joan Curcues, que va morir lluitant contra els llombards acabdillats per Melus de Bari, a principis de 1010. El març d'aqueix any, el catepà Basili Mesardonita va desembarcar amb reforços de Constantinoble comandats per l'estrateg de Cefalònia, Lleó Tornici Contoleó. Els rebels van ser assetjats immediatament en Bari, on els ciutadans d'origen grec de la ciutat van negociar la rendició i van forçar els líders llombards a fugir per a posar-se fora de perill (Melo va fugir primer a Roma i més tard va cercar suport de l'emperador del Sacre Imperi Romanogermànic a Alemanya, mentre que el seu cunyat Dato va ser protegit pels monjos benedictins de Montecassino). Basili Mesardonita va entrar en la ciutat rendida l'11 de juny de 1011, restablint l'autoritat romana d'Orient sense realitzar persecucions indiscriminades contra els no afectes: solament va enviar els familiars dels líders llombards rebels (entre ells, al mateix fill de Melo de Bari, Argir), a Constantinoble.
El següent moviment polític de Basili en el Catepanat d'Itàlia va ser intentar aliar a l'Imperi tants principats llombards de Mezzogiorno italià com fóra possible. Va visitar Salern a l'octubre de 1011, on el príncep Guaimar III estava subjecte, almenys nominalment, a vassallatge romà d'Orient. Després va continuar fins a Montecassino, monestir dominat per abats d'orígens llombards (no grecs) que estaven protegint en les seues terres (un domini independent, sotmès solament al Papat de Roma) a Dato de Bari. No obstant això, el catepà Basili Mesardonita va confirmar a l'abat Atenulf (germà del príncep de Càpua Pandulf IV, el Llop dels Abruzos), tots els privilegis que el monestir de Monte Cassino posseïa en els territoris romans d'Orient a Itàlia. Llavors, el monestir va expulsar a Dato de Bari, que es va refugiar en territori papal. Basili Mesardonita va mantenir el Catepanat d'Itàlia en pau fins a la seva mort en 1016 (o en 1017, segons les cròniques de Llop el Protoespatari. El seu successor fou l'estrateg de Cefalònia abans esmentat, Lleó Tornici Contoleó.

## Anotacions
1. ↑  En les seves cròniques, Llop el Protoespatari utilitza la convenció romana d'Orient (açò és, el calendari julià) de situar el començament de cada any en el mes de setembre, pel que la datació dels successos narrats d'un any determinat podria situar-se a la fi de l'any anterior (seguint el calendari gregorià).